# Frigyes Riesz
Frigyes Riesz (22. ledna 1880 Győr – 28. února 1956 Budapešť) byl maďarský matematik, průkopník funkcionální analýzy, který velmi ovlivnil matematickou fyziku.
Matematiku vystudoval na univerzitě v Budapešti, absolvoval roku 1902, jeho dizertační práce byla věnována geometrii. Od roku 1911 učil matematiku na univerzitě v tehdejším maďarském Kolozsváru (dnes Kluž, na území Rumunska). V roce 1922 se stal editorem nově založeného časopisu Acta Scientiarum Mathematicarum, který si rychle vydobyl přední pozici mezi matematickými časopisy. V roce 1945 byl jmenován profesorem matematiky na univerzitě v Budapešti.
Mnoho ze základních postulátů funkcionální analýzy formuloval Riesz ve stejné době jako další z jejích otců, Stefan Banach. Riesz-Fischerova věta z roku 1907 tvoří matematický základ pro prokázání rovnocennosti maticové mechaniky a vlnové mechaniky a značila zásadní průlom v rané kvantová teorii. Krom toho Riesz napsal významné články o ergodické teorii, ortonormální sérii, teorii částečně uspořádaných vektorových prostorů i z oblasti topologie.